# People of the South Wind
People of the South Wind, é um single rock de rock progressivo gravado pela banda Kansas e escrito por Kerry Livgren para o álbum de 1979 Monolith . Após o sucesso de singles anteriores Carry On My Wayward Son , e Dust in the Wind, a canção tornou-se a quarta Top 40 hit da banda.